# Mondial Photo-Presse
Mondial Photo-Presse je francouzská tisková agentura vytvořená v roce 1932.

## Historie
Agentura se spojila v roce 1937 s agenturou Rol a agenturou Meurisse a vytvořila agenturu SAFARA (Service des Agence Française d'Actualité et de Reportage Associées).
Dne 23. března 1937 tisková agentura Meurisse, fotografická zpravodajská agentura založená v Paříži v roce 1909 Louisem Meurisseem, se spojila s agenturou Rol (založená v roce 1904) a Mondial, aby odolávala mezinárodní konkurenci. Nová agentura měla název SAFRA a poté SAFARA. Ta přešla v roce 1945 pod kontrolu společnosti Monde et Caméra, pak Sciences-Film, která všechny tyto sbírky prodala Francouzské národní knihovně v roce 1961.

## Galerie

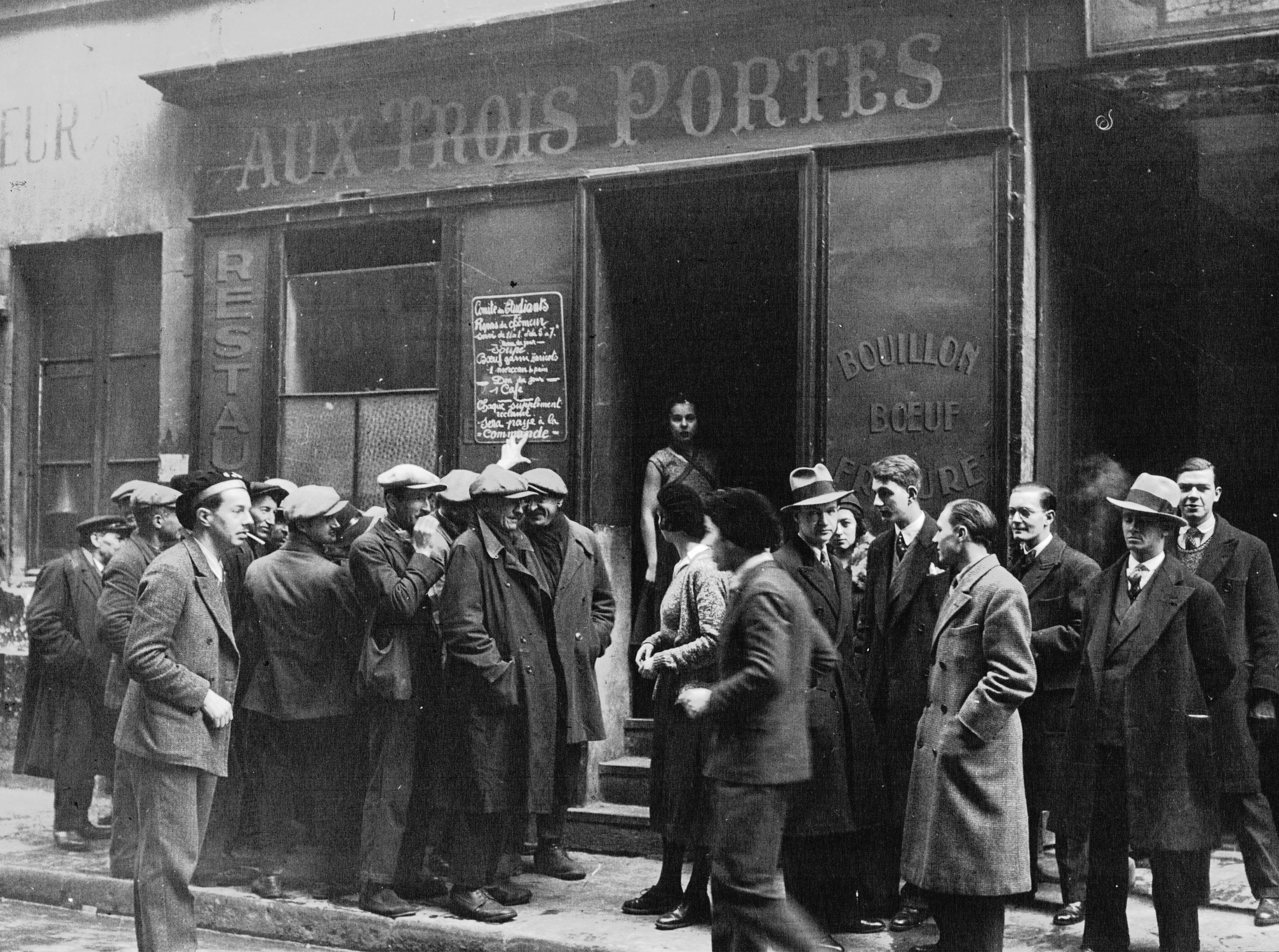
Kuchyň nabízí polévku nezaměstnaným, 1932
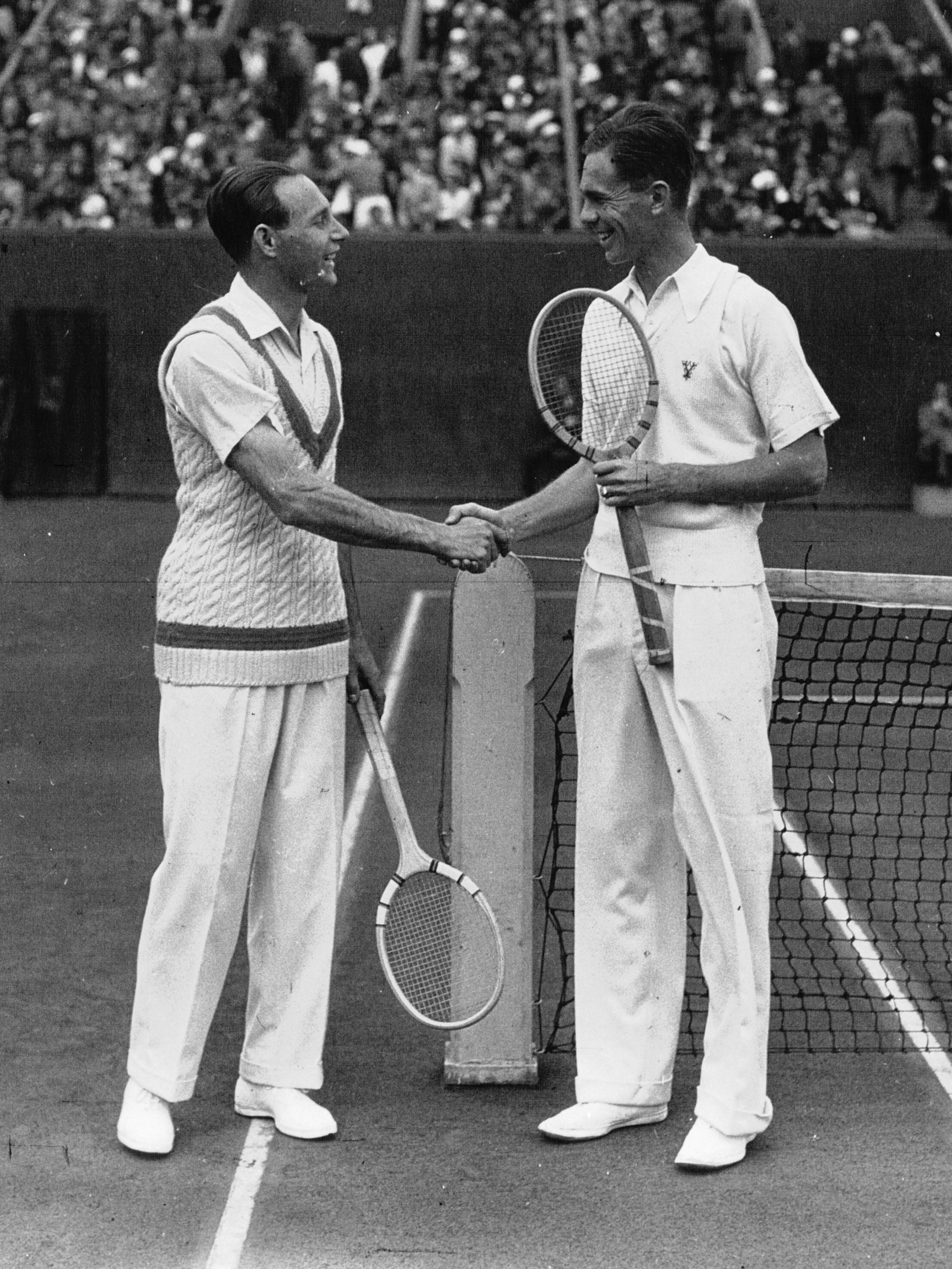
Jean Borotra a Ellsworth Vines, Davis Cup, 1932
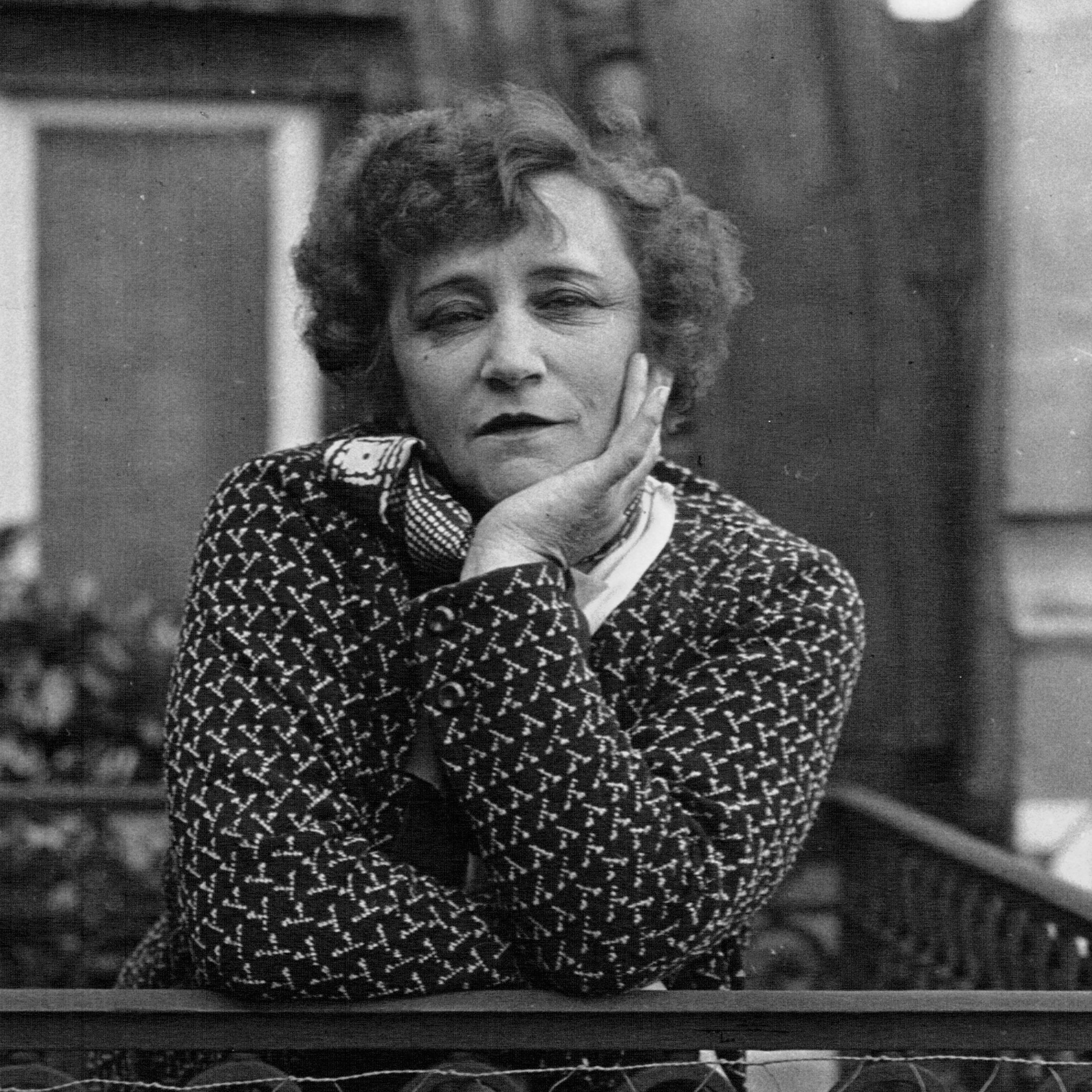
Colette, 1932
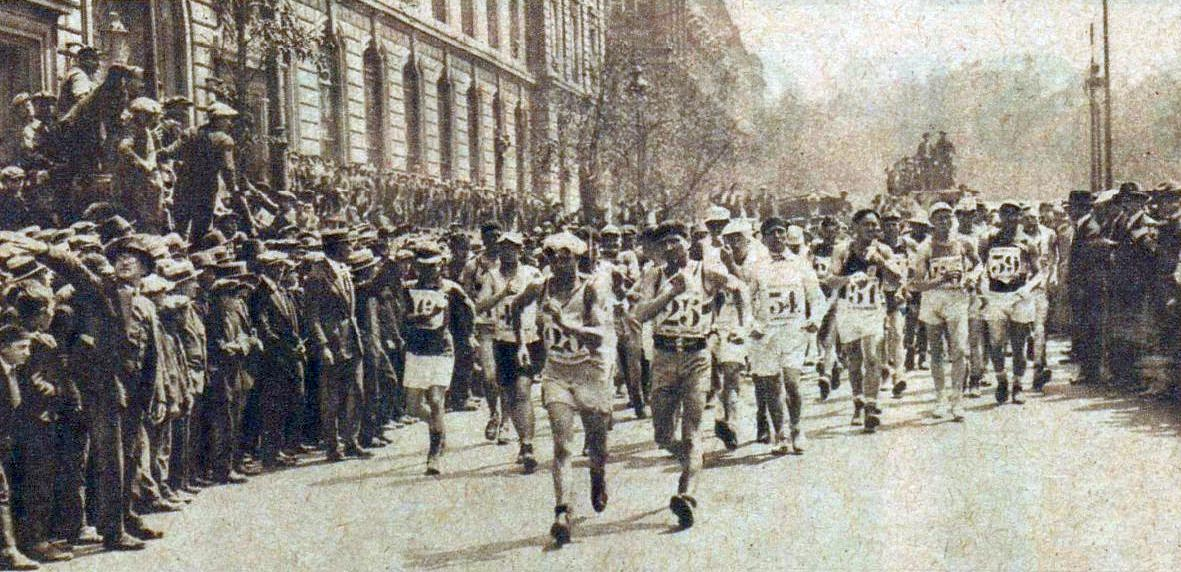
Départ du troisième Paris-Strasbourg à la marche, en juillet 1928 (49 concurrents)
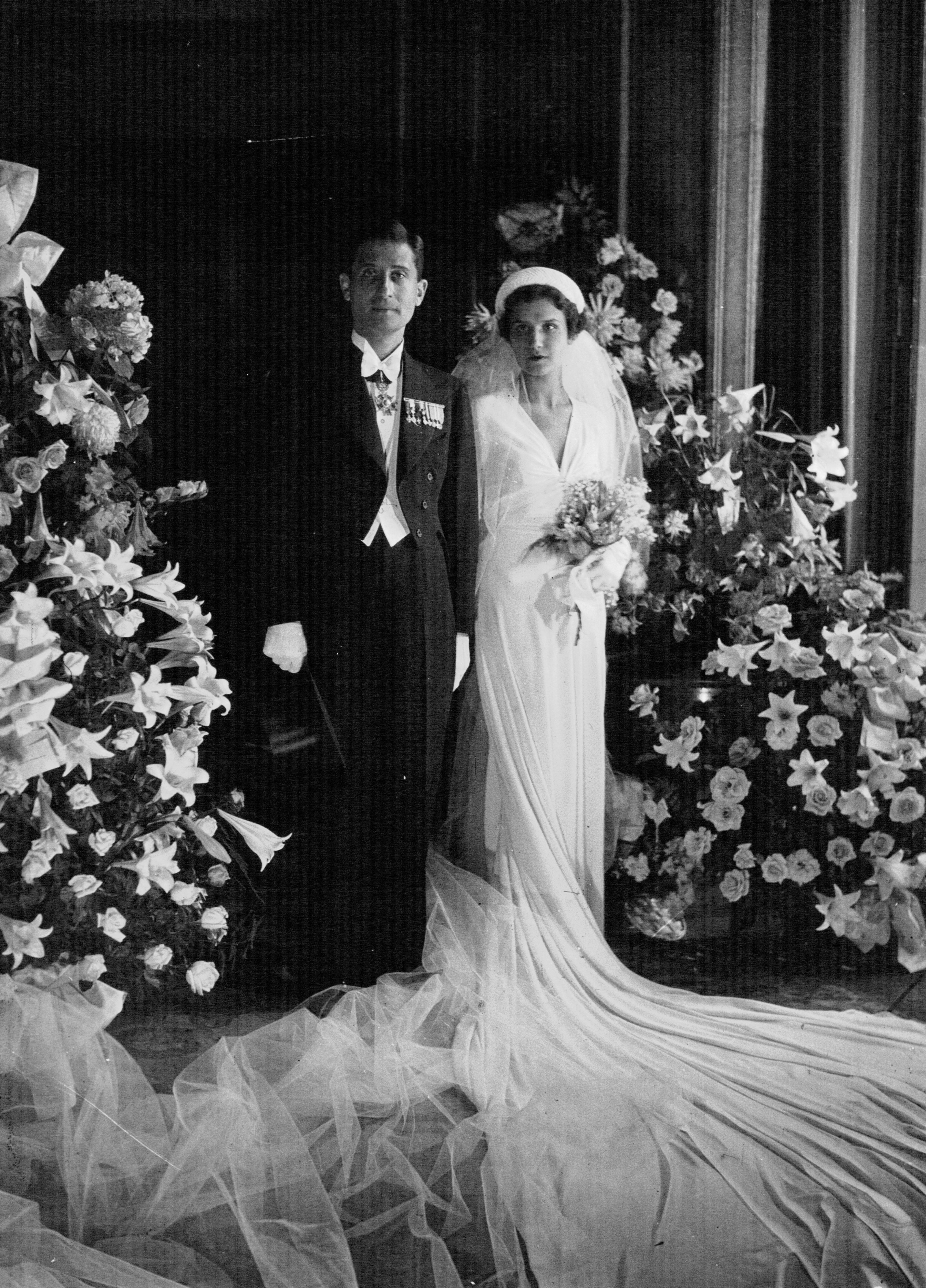
Paul-Louis Weiller, Aliki Diplarakou, 1932
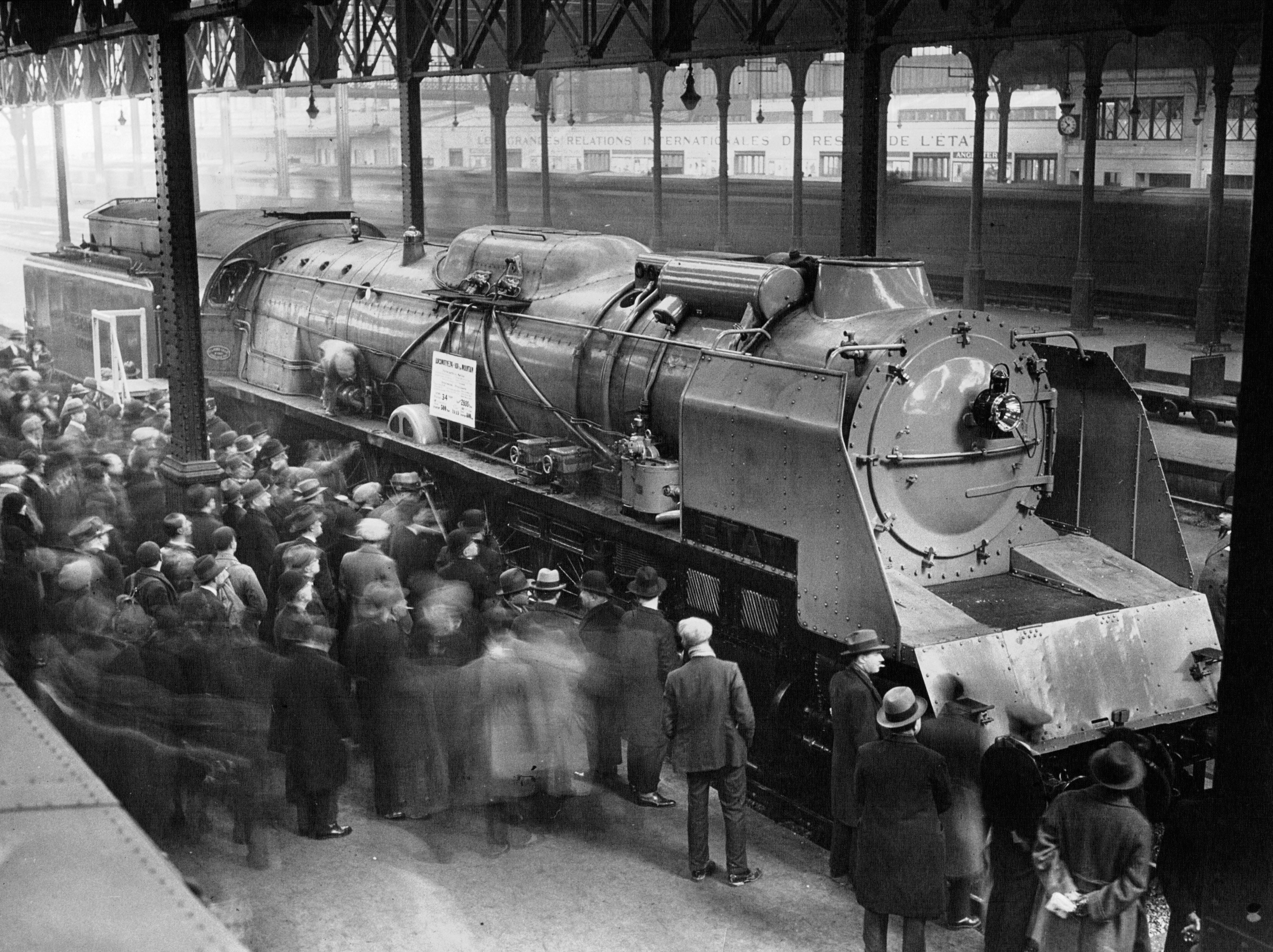
Super Mountain at Saint-Lazare, 1933
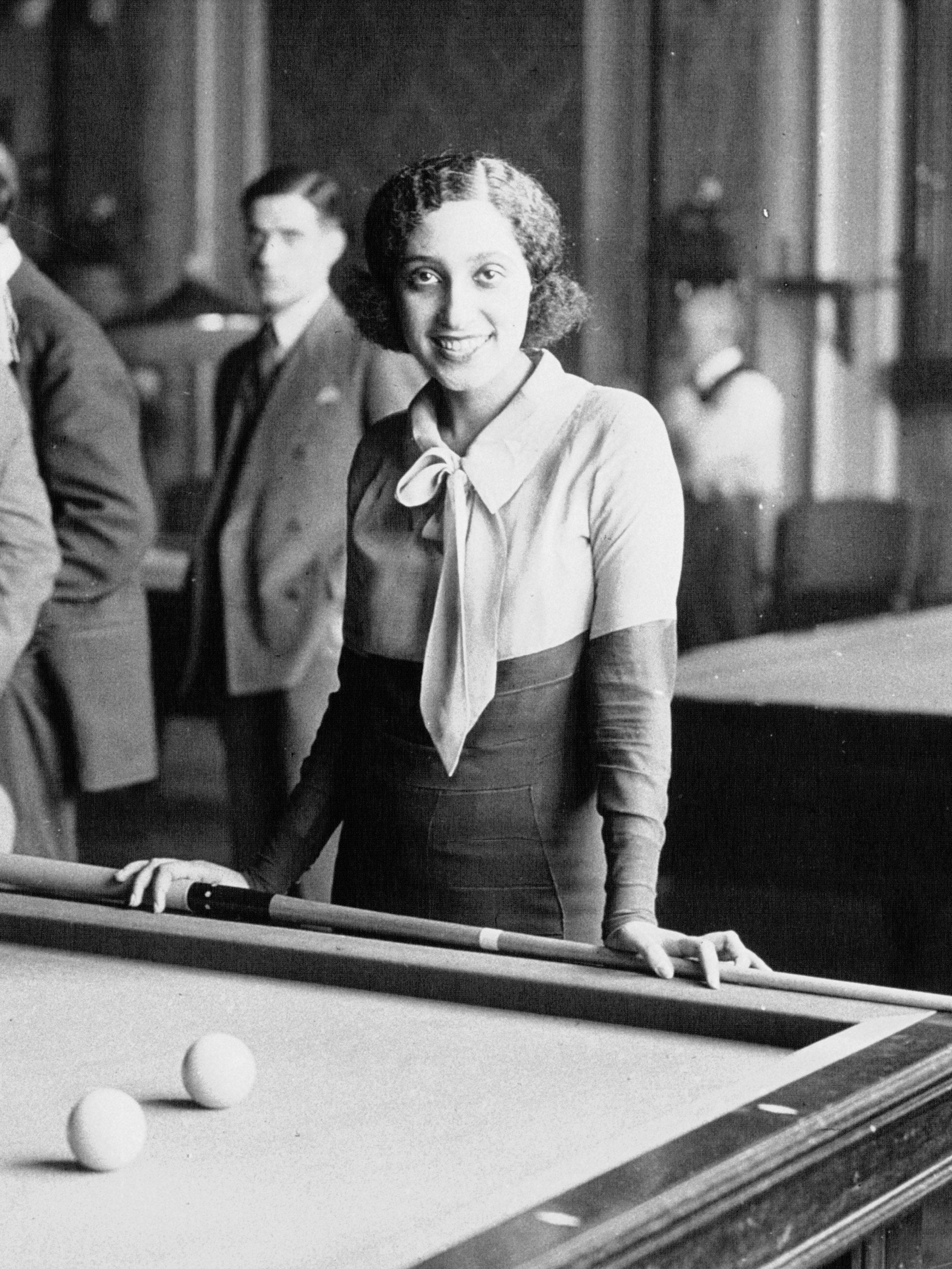
Yasmine d'Ouezzan, 1932
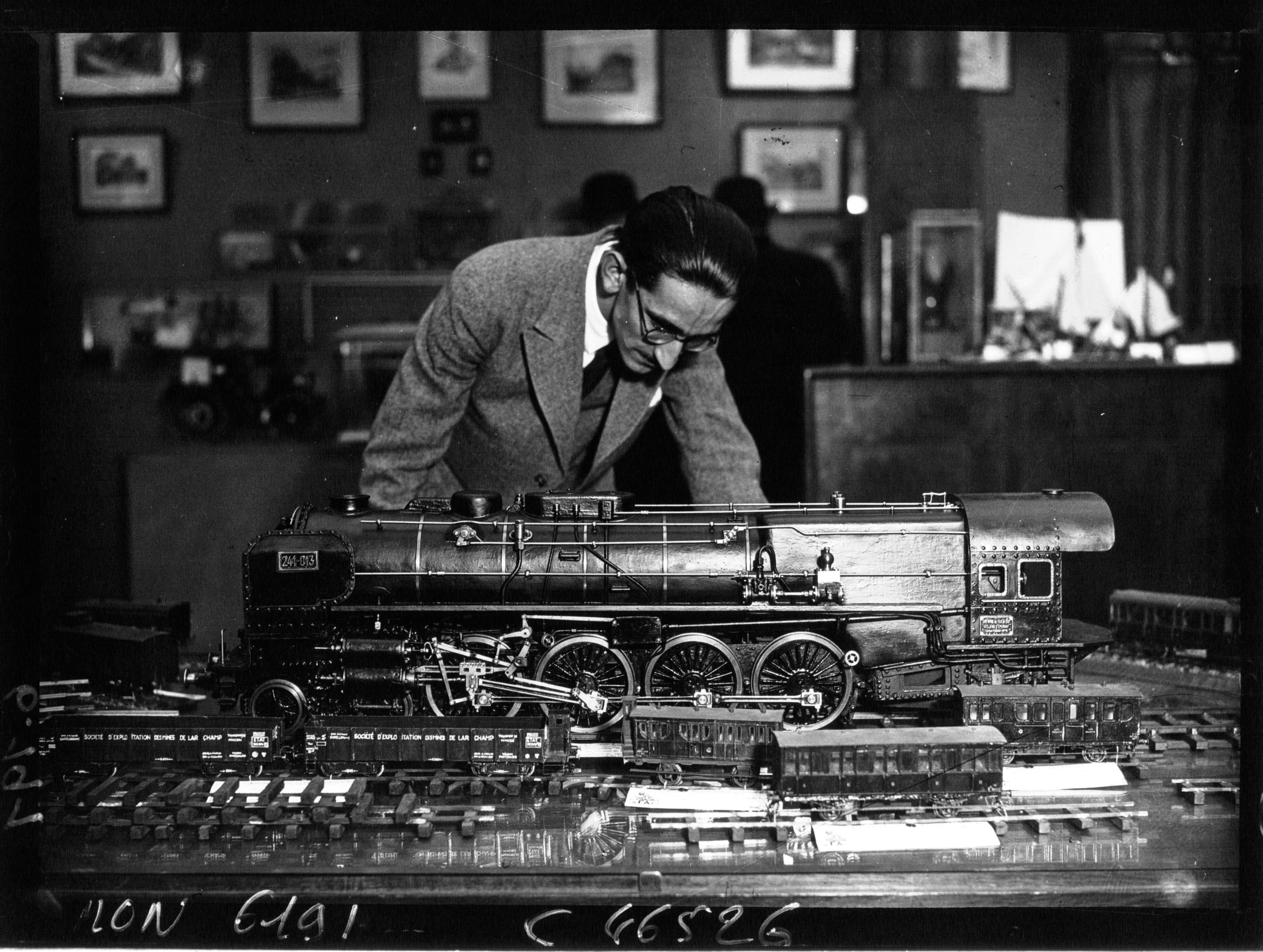
Maquette de locomotive Etat 241 dans une exposition en gare de Paris Saint-Lazare
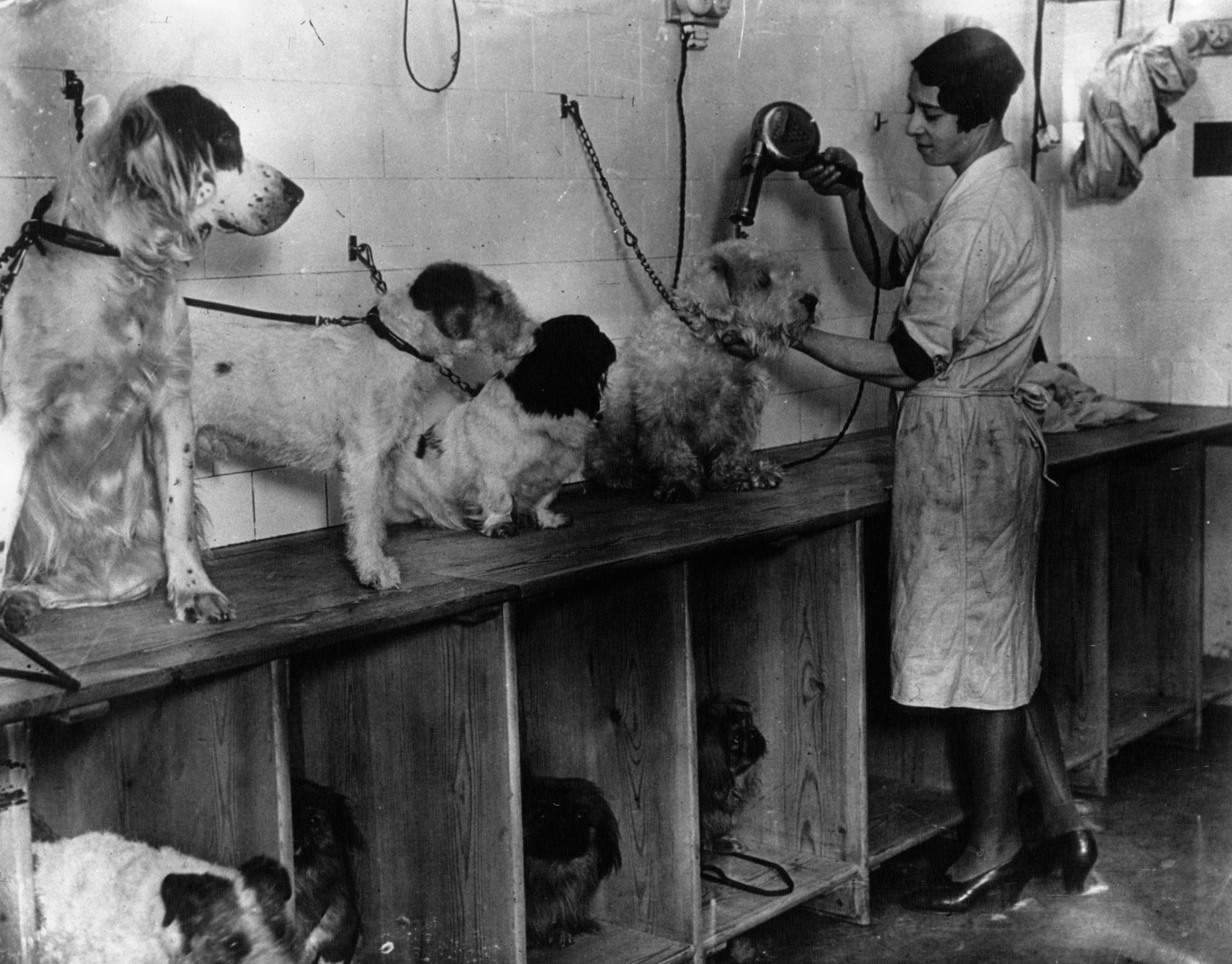
La toilette des toutous
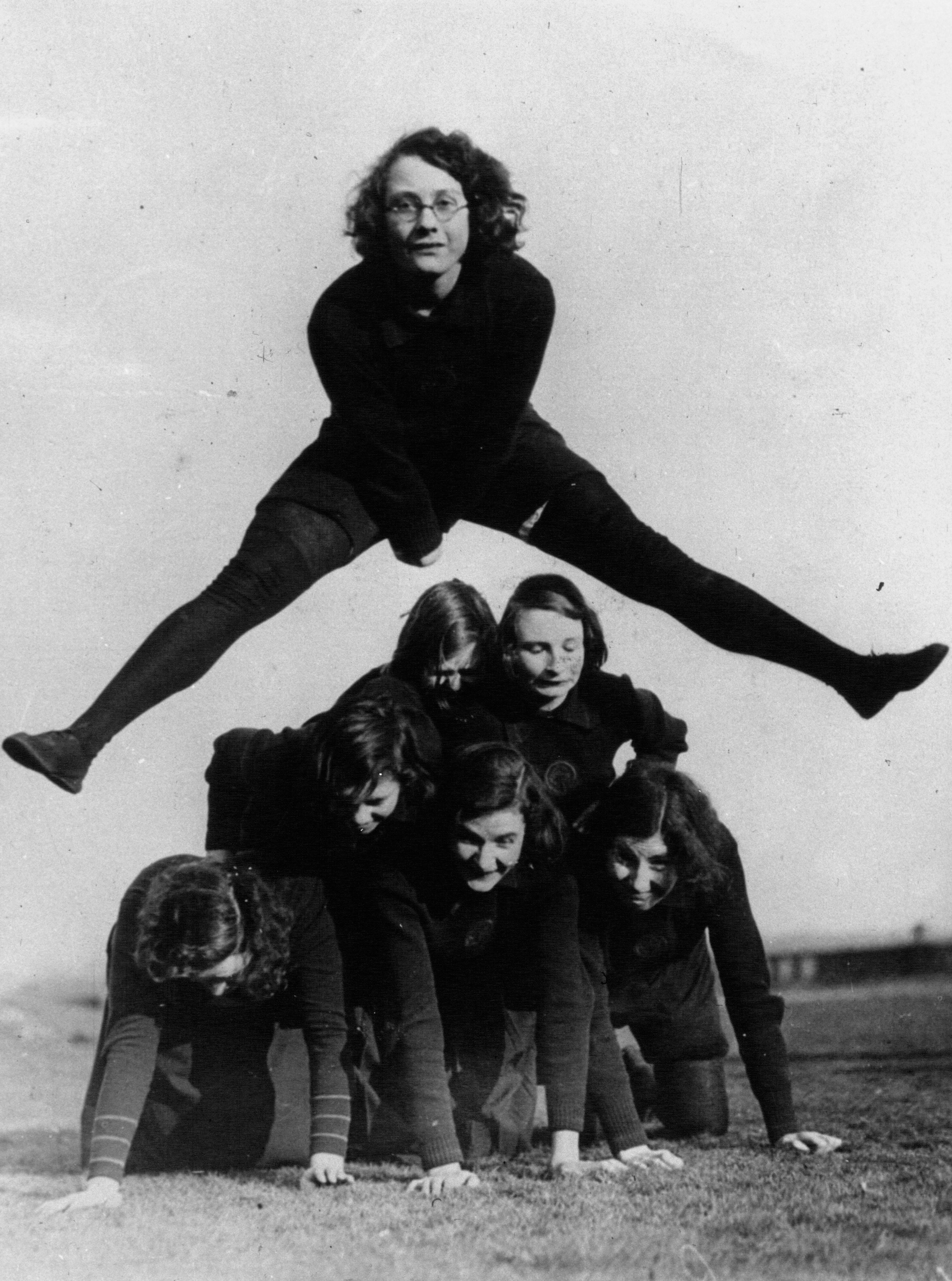
Děvčata shrají leapfrog, 1932